# Osmay Acosta
Osmay Acosta Méndez Duarte est un boxeur cubain né le 3 avril 1985 à La Havane.

## Carrière
Après avoir gagné la médaille d'or lors des Jeux panaméricains de 2007, il participe Jeux olympiques de Pékin 2008 et obtient la médaille de bronze dans la catégorie des poids lourds après avoir perdu en demi-finales contre le Russe Rakhim Chakhkiev. Cette même année, il gagne la coupe du monde dans sa catégorie et en 2009 la médaille d'argent aux championnats du monde de Milan.

## Palmarès

### Jeux olympiques
- Médaille de bronze en -91 kg aux Jeux de 2008 à Pékin, Chine

### Championnats du monde
- Médaille d'argent en poids lourds aux championnats du monde 2009 à Milan, Italie

### Autres
- Médaille d'or en poids lourds aux Jeux panaméricains de 2007 à Rio de Janeiro, Brésil